# Mikronezja na Letnich Igrzyskach Olimpijskich Młodzieży 2010
Mikronezję na Letnich Igrzyskach Olimpijskich Młodzieży w 2010 reprezentować będzie 4 sportowców w 3 dyscyplinach.

## Skład kadry

### Lekkoatletyka
- Reloliza Saimon

### Pływanie
- Rayleen David
- Dionisio Augustine

### Zapasy
- Riley Hasufulmal